# Pollo tikka
Il pollo tikka ((PA)  ṭikka, (UR)  مرغ تکا,(HI)  मुर्ग़ टिक्का; ˈʧhɪkɪn ˈtiːkka), è un piatto delle cucine indiane e pakistane, e diffuso in tutta l'Asia meridionale.

## Preparazione e ingredienti
Viene tradizionalmente preparato marinando dei pezzi di carne di pollo, solitamente disossato, in una mistura di spezie e yogurt. La carne viene poi cotta su degli spiedini in un tipico forno d'argilla chiamato tandoor.
La parola tikka significa letteralmente parti, pezzi. La versione punjabi del piatto, tuttavia, è cotta su carboni ardenti e non sempre si tratta di carne disossata.
I pezzi di carne vengono cosparsi con del ghee, un burro chiarificato, a piccoli intervalli in modo da aumentarne il sapore. Viene solitamente consumato con salsa chutney di coriandolo verde e tamarindo, o utilizzato per la preparazione del pollo tikka masala, un piatto a base di curry.
Una variante comune del piatto è il Chiken tikka sizzler, servito nelle cucine afghane che viene servito assieme a cipolle affettate. Dall'aspetto simile al Chicken tikka è però meno speziato della versione indiana.
Il pollo tikka è simile al murgh makhani (letteralmente pollo al burro), a base di salsa di pomodoro e burro.